# Associazione Calcio Lumezzane 2011-2012
Questa pagina raccoglie le informazioni riguardanti l 'Associazione Calcio Lumezzane nelle competizioni ufficiali della stagione 2011-2012.

## Stagione
Nella stagione 2011-2012 il Lumezzane disputa il girone A del campionato di Prima Divisione, raccoglie 43 punti con l'ottavo posto finale. La squadra valgobbina è ancora affidata alle cure di Davide Nicola, inizia il campionato con tre pesanti sconfitte, poi si riprende e termina il girone di andata con 27 punti in ottava posizione. Nel girone di ritorno perde brillantezza e punti, ne mette insieme 16, mantenendo tuttavia la stessa posizione a centro classifica. Il girone A è stato vinto dalla ripescata Ternana, promossa in Serie B con la Pro Vercelli che ha vinto i Play-off. Il modenese Fausto Ferrari ed il foggiano Roberto Inglese con 8 reti sono stati i migliori marcatori stagionali nelle file dei rossoblù. Nella Coppa Italia nazionale il Lumezzane nel primo turno ha superato (4-1) la Pro Patria, mentre nel secondo turno è stato eliminato (1-0) dal Torino. Nella Coppa Italia di Lega Pro il Lumezzane supera il primo turno ad eliminazione, battendo (0-1) la Feralpisalò, nel secondo turno elima (4-1) il Lecco, lascia il torneo nel gironcino A del terzo turno, superato dalla Tritium che vola in semifinale, vi pareggiano lo scontro diretto (2-2), ma i bergamaschi battono il Piacenza, mentre il Lumezzane pareggia con gli emiliani.

## Rosa
| N. |                    | Ruolo | Calciatore                |
| -- | ------------------ | ----- | ------------------------- |
|    | Italia (bandiera)  | C     | Filippo Antonelli Agomeri |
|    | Francia (bandiera) | A     | Abdoulaye Baldé           |
|    | Senegal (bandiera) | C     | Yves Baraye               |
|    | Italia (bandiera)  | A     | Daniel Bradaschia         |
|    | Italia (bandiera)  | P     | Alberto Brignoli          |
|    | Ghana (bandiera)   | C     | Papa Ekow Dadson          |
|    | Italia (bandiera)  | D     | Aimo Diana                |
|    | Camerun (bandiera) | D     | Nestro Herve Diengoue     |
|    | Italia (bandiera)  | C     | Alessandro Faroni         |
|    | Italia (bandiera)  | A     | Fausto Ferrari            |
|    | Brasile (bandiera) | C     | Lucas Finazzi             |
|    | Italia (bandiera)  | C     | Filippo Fondi             |
|    | Italia (bandiera)  | A     | Mirco Gasparetto          |

| N. |                   | Ruolo | Calciatore          |
| -- | ----------------- | ----- | ------------------- |
|    | Italia (bandiera) | D     | Antonio Giosa       |
|    | Italia (bandiera) | D     | Andrea Guagnetti    |
|    | Italia (bandiera) | A     | Roberto Inglese     |
|    | Italia (bandiera) | C     | Andrea Loiacono     |
|    | Italia (bandiera) | C     | Alessio Luciani     |
|    | Italia (bandiera) | C     | Luca Maccabiti      |
|    | Italia (bandiera) | D     | Marco Malagò        |
|    | Svezia (bandiera) | C     | Andrè Mollestam     |
|    | Italia (bandiera) | C     | Michele Pini        |
|    | Italia (bandiera) | P     | Francesco Rossi     |
|    | Italia (bandiera) | D     | Francesco Sabatucci |
|    | Italia (bandiera) | C     | Federico Sevieri    |

## Risultati

### Lega Pro Prima Divisione

#### Girone di andata
| Arbitro: | Bindoni (Venezia) |

|  |           |                                       |
|  | Marcatori | 58’ (rig.) Rantier 67’, 80’ Chiaretti |

| Arbitro: | Giallanza (Catania) |

|                               |           |  |
| Cia 25’, 62’ M. Anaclerio 73’ | Marcatori |  |

| Arbitro: | D'Angelo (Ascoli Piceno) |

|                                  |           |  |
| Potenza 71’ Perini 77’ Cesca 83’ | Marcatori |  |

| Lumezzane 25 settembre 2011 4ª giornata | Lumezzane         | 0 – 0 | Ternana | Nuovo Stadio Comunale\| Arbitro: \| Bellotti (Verona) \| |
| Arbitro:                                | Bellotti (Verona) |       |         |                                                          |

| Arbitro: | Maresca (Napoli) |

|  |           |                                      |
|  | Marcatori | 64’ (rig.) F. Ferrari 83’ Gasparetto |

| Arbitro: | Benassi (Bologna) |

|                |           |              |
| Gasparetto 45’ | Marcatori | 39’ Favasuli |

| Arbitro: | Soricaro (Barletta) |

|             |           |                 |
| Galuppo 31’ | Marcatori | 25’, 82’ Baraye |

| Arbitro: | Albertini (Ascoli Piceno) |

|          |           |  |
| Pini 59’ | Marcatori |  |

| Arbitro: | Martinelli (Roma) |

|  |           |                              |
|  | Marcatori | 58’ (rig.) Diana 82’ Finazzi |

| Arbitro: | Bruno (Torino) |

|                |           |  |
| F. Ferrari 72’ | Marcatori |  |

| Lumezzane 6 novembre 2011 11ª giornata | Lumezzane              | 0 – 0 | Monza | Nuovo Stadio Comunale\| Arbitro: \| G. Ceccarelli (Rimini) \| |
| Arbitro:                               | G. Ceccarelli (Rimini) |       |       |                                                               |

| Arbitro: | Pairetto (Nichelino) |

|                     |           |                                      |
| Ginestra 75’ (rig.) | Marcatori | 31’ (rig.) F. Ferrari 68’ Gasparetto |

| Arbitro: | Morreale (Roma) |

|  |           |               |
|  | Marcatori | 58’ Malatesta |

| Arbitro: | Losito (Pesaro) |

|                            |           |                       |
| De Angelis 60’ Millesi 65’ | Marcatori | 22’ Antonelli Agomeri |

| Arbitro: | Lanza (Nichelino) |

|                                         |           |  |
| Baraye 42’ (rig.) Antonelli Agomeri 56’ | Marcatori |  |

| Arbitro: | Todaro (Palermo) |

|                    |           |                |
| Urbano 3’ Diogo 7’ | Marcatori | 12’ Gasparetto |

| Arbitro: | Giovani (Grosseto) |

|                       |           |  |
| Antonelli Agomeri 63’ | Marcatori |  |

#### Girone di ritorno
| Arbitro: | La Penna (Roma) |

|            |           |  |
| Guazzo 71’ | Marcatori |  |

| Arbitro: | Minelli (Varese) |

|  |           |                                 |
|  | Marcatori | 59’ (aut.) Sevieri 88’ Altinier |

| Arbitro: | Pairetto (Nichelino) |

|             |           |                |
| Inglese 75’ | Marcatori | 90+5’ Memushaj |

| Arbitro: | Maresca (Napoli) |

|                   |           |  |
| A. Bernardi 90+2’ | Marcatori |  |

| Lumezzane 5 febbraio 2012 22ª giornata | Lumezzane         | 0 – 0 | Real SPAL | Nuovo Stadio Comunale\| Arbitro: \| Cangiano (Napoli) \| |
| Arbitro:                               | Cangiano (Napoli) |       |           |                                                          |

| Arbitro: | Soricaro (Barletta) |

|  |           |                                      |
|  | Marcatori | 46’ Gasparetto 58’ (rig.) F. Ferrari |

| Arbitro: | Adducci (Paola) |

|                                 |           |  |
| Inglese 12’, 35’ F. Ferrari 16’ | Marcatori |  |

| Trezzo sull'Adda 4 marzo 2012 25ª giornata | Tritium                 | 0 – 0 | Lumezzane | Stadio La Rocca\| Arbitro: \| Paolini (Ascoli Piceno) \| |
| Arbitro:                                   | Paolini (Ascoli Piceno) |       |           |                                                          |

| Arbitro: | Formato (Benevento) |

|                       |           |                                 |
| F. Ferrari 82’ (rig.) | Marcatori | 23’ Carotti 59’ (rig.) F. Falco |

| Arbitro: | Strocchia (Nola) |

|                                                           |           |  |
| Cesarini 17’ Cristiani 29’ Zaza 56’ (rig.) Berardocco 80’ | Marcatori |  |

| Arbitro: | Minelli (Varese) |

|  |           |            |
|  | Marcatori | 66’ Baraye |

| Arbitro: | Borriello (Mantova) |

|  |           |              |
|  | Marcatori | 89’ Corsetti |

| Arbitro: | Cifelli (Campobasso) |

|                      |           |  |
| Malatesta 36’ (rig.) | Marcatori |  |

| Arbitro: | Tardino (Milano) |

|                  |           |            |
| Inglese 47’, 54’ | Marcatori | 80’ Zigoni |

| Arbitro: | Aversano (Treviso) |

|                 |           |  |
| D. Ferreira 48’ | Marcatori |  |

| Arbitro: | Losito (Pesaro) |

|                           |           |                        |
| Baraye 57’ F. Ferrari 71’ | Marcatori | 8’ F. Ripa 90+5’ Diniz |

| Arbitro: | Caso (Verona) |

|                   |           |  |
| Alessi 45’ (rig.) | Marcatori |  |

### Coppa Italia
| Arbitro: | Bellotti (Verona) |

|                                     |           |             |
| F. Ferrari 9’ Inglese 19’, 38’, 64’ | Marcatori | 45+1’ Gjoni |

| Arbitro: | Merchiori (Ferrara) |

|               |           |  |
| Antenucci 64’ | Marcatori |  |

### Coppa Italia Lega Pro
| Arbitro: | Taioli (Cesena) |

|  |           |                       |
|  | Marcatori | 44’ Antonelli Agomeri |

| Arbitro: | Mangialardi (Pistoia) |

|                                                  |           |            |
| Inglese 1’ Fondi 20’ F. Ferrari 23’ Loiacono 84’ | Marcatori | 76’ Fabbro |

| Arbitro: | Bellotti (Verona) |

|                         |           |                    |
| Pini 59’ F. Ferrari 86’ | Marcatori | 2’, 27’ Bortolotto |

| Arbitro: | Ghersini (Genova) |

|              |           |           |
| Avogadri 70’ | Marcatori | 53’ Baldé |